# Andrés Montalbán
Andrés Montalbán Rodríguez (San José, 6 de junio de 1992) es un futbolista costarricense que juega como centrocampista y de retiro hace poco

## Estadísticas

### Clubes
La siguiente tabla detalla los encuentros disputados y los goles marcados por Montalbán en los clubes en los que ha militado.
| Club                             | Temporada           | Liga | Liga | Copas Nacionales | Copas Nacionales | Copas Internacionales | Copas Internacionales | Total | Total |
| Club                             | Temporada           | PJ   | G    | PJ               | G                | PJ                    | G                     | PJ    | G     |
| -------------------------------- | ------------------- | ---- | ---- | ---------------- | ---------------- | --------------------- | --------------------- | ----- | ----- |
| Uruguay de Coronado · Costa Rica | 2012 - 2013         | 14   | 0    | 0                | 0                | 0                     | 0                     | 14    | 0     |
| Uruguay de Coronado · Costa Rica | 2013 - 2014         | 24   | 2    | 0                | 0                | 0                     | 0                     | 24    | 2     |
| Uruguay de Coronado · Costa Rica | 2014 - 2015         | 18   | 0    | 0                | 0                | 0                     | 0                     | 18    | 0     |
| Uruguay de Coronado · Costa Rica | Total               | 56   | 2    | 0                | 0                | 0                     | 0                     | 56    | 2     |
| Total en su carrera              | Total en su carrera | 56   | 2    | 0                | 0                | 0                     | 0                     | 56    | 2     |